# René Deltgen

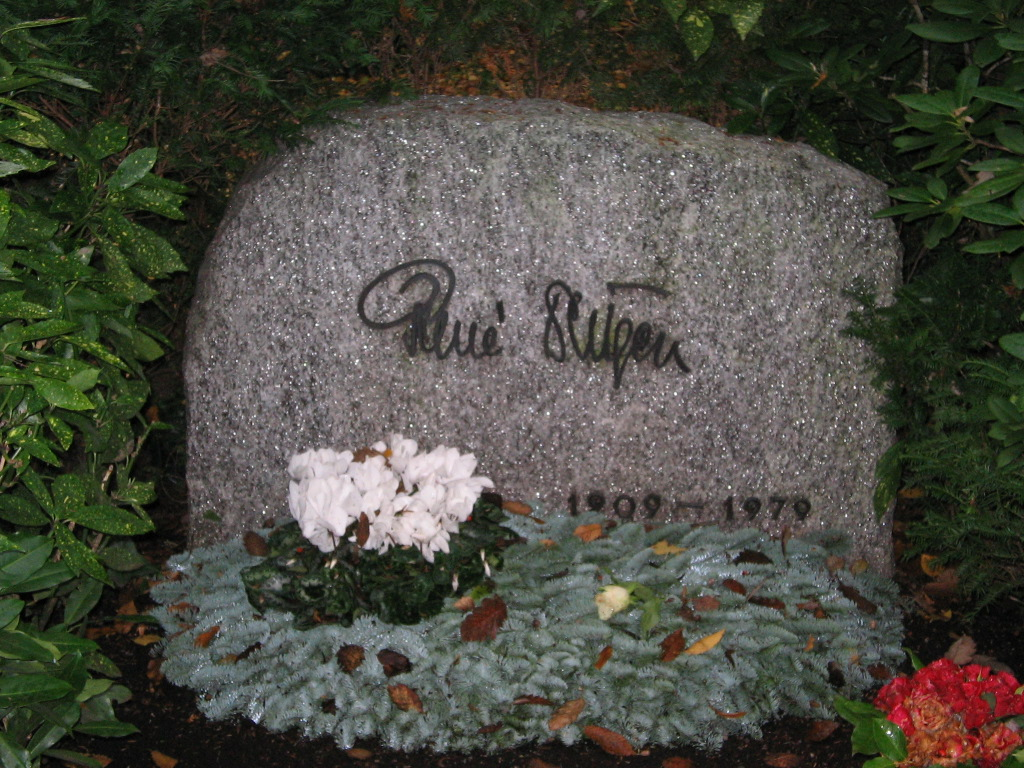
Tumba de René Deltgen en el Cementerio Melaten-Friedhof de Colonia

René Deltgen (30 de abril de 1909 - 29 de enero de 1979) fue un actor teatral, cinematográfico, radiofónico, televisivo y de voz luxemburgués.

## Biografía
Su nombre completo era Renatus Heinrich Deltgen, y nació en Esch-sur-Alzette, Luxemburgo, siendo sus padres el químico Mathias Deltgen y su esposa, Katharina Pütz. Tras graduarse, viajó a Colonia en 1927, donde estudió teatro y aprendió a hablar alemán sin acento. Entre 1931 y 1934 ganó experiencia teatral en el Städtischen Bühnen de Colonia. Obtuvo su primer éxito con la obra Der Graue, de Friedrich Forster. Tras un compromiso de un año en el Städtischen Bühnen de Fráncfort del Meno, obtuvo su primer papel en el cine trabajando para la Universum Film AG en 1935 en Das Mädchen Johanna, un film sobre Juana de Arco.
Hasta 1944 actuó en diferentes de Berlín y participó en numerosas películas. Sus papeles habituales eran de personajes aventureros sin escrúpulos, o de amantes encantadores. La política cultural alemana en una Luxemburgo anexionada durante la Segunda Guerra Mundial intentó aprovechar a Deltgen como representante luxemburgués dentro del Reich, y por ello, en 1939 fue nombrado actor estatal. Carteles en los que promocionaba la entrada de los luxemburgueses en las Juventudes Hitlerianas hicieron que, incluso en los años de la posguerra, sus compatriotas no le perdonaran su colaboración con los alemanes. En 1945/46 hubo una demanda importante en Luxemburgo para acusar a Deltgen de traición. Finalmente fue condenado a dos años de prisión, una multa de 100.000 francos y la pérdida de su nacionalidad luxemburguesa, que se le concedió de nuevo en 1952. Solamente hubo de cumplir una parte de su condena.
Finalizada la guerra, René Deltgen volvió a conseguir éxito en el cine, siendo una de sus interpretaciones la del piloto Stefan Gorgas en Nachtwache (1949). Entre otras películas destacadas, Deltgen trabajó también en las cintas de Fritz Lang El tigre de Esnapur y Das indische Grabmal, ambas de 1959 y protagonizadas por Debra Paget. En los años 1960, Deltgen encarnó al personaje del título en los filmes basados en novelas de Edgar Wallace Der Hexer (1964) y Neues vom Hexer (1965). 
Aún mayor éxito que en el cine consiguió René Deltgen en la radio en los años 1950 y 1960 gracias a dar voz al detective creado por Francis Durbridge, Paul Temple. En 11 de las 12 adaptaciones radiofónicas del personaje interpretó al personaje titular; en la última de ellas, Paul Temple und der Fall Alex, el actor Paul Klinger interpretó al detective. En ocho de los episodios, Annemarie Cordes fue su esposa Steve. Ambos fueron acompañados a lo largo de buena parte de los episodios por los actores Kurt Lieck, Herbert Hennies y Heinz Schimmelpfennig. En Paul Temple und der Fall Margo, también actuaba el hijo de Deltgen, Matthias Deltgen, el cual encarnaba a Ken Sinclair. 
En la década de 1960, también interpretó numerosos papeles para la televisión. Entre otras producciones, actuó en Schau heimwärts, Engel (con Inge Meysel), la historia de Heinrich Böll Nicht nur zur Weihnachtszeit, y la serie criminal Der Kommissar. 
Además de su trabajo para el cine y la televisión, René Deltgen continuó con la actividad teatral. Actuó en el Teatro de Cámara de Múnich, en el Hamburger Kammerspielen, en el Schauspiel Köln, en el Schauspielhaus Zürich y en el Burgtheater de Viena.
Entre el público más joven, René Deltgen se hizo más conocido gracias a su papel de abuelo en la serie televisiva Heidi, llevada a la pantalla en 1978. 
Como actor de voz, dobló al alemán algunas de las películas de los actores Spencer Tracy y Kirk Douglas. 
René Deltgen se casó dos veces. Su primera esposa fue la actriz Elisabeth Scherer, con la que tuvo tres hijos, Matthias, Florian y Katrin. De su segundo matrimonio, con Anita Irene Wapordjieff, nació su hija Dominique.
René Deltgen falleció en 1979 en Colonia, Alemania, a causa de un cáncer, siendo enterrado en el Cementerio Melaten-Friedhof de esa ciudad. Su tumba se encuentra en la proximidad de las de los actores Willy Birgel y Gunther Philipp.

## Premios
- 1939 : Nombramiento como Actor Estatal
- 1954 : Filmband in Gold de los Deutscher Filmpreis por su papel en Der Weg ohne Umkehr
- 1978 : Filmband in Gold por su trayectoria en el cine alemán

## Seriales radiofónicos
Radio dramas interpretados por el personaje ficticio Paul Temple, ideado por Francis Durbridge:
- 1949 : Paul Temple und die Affäre Gregory, dirección de  Eduard Hermann y Fritz Schröder-Jahn
- 1951 : Paul Temple und der Fall Curzon , dirección de Eduard Hermann (CD, ISBN 3-89940-202-2).
- 1953 : Paul Temple und der Fall Vandyke , dirección de Eduard Hermann (CD, ISBN 3-89813-316-8).
- 1954 : Paul Temple und der Fall Jonathan, dirección de Eduard Hermann (CD, ISBN 3-89813-327-3).
- 1955 : Paul Temple und der Fall Madison, dirección de Eduard Hermann (CD, ISBN 3-89813-328-1).
- 1957 : Paul Temple und der Fall Gilbert, dirección de Eduard Hermann (CD, ISBN 3-89584-926-X).
- 1958 : Paul Temple und der Fall Lawrence, dirección de Eduard Hermann (CD, ISBN 3-89940-498-X).
- 1959 : Paul Temple und der Fall Spencer, dirección de Eduard Hermann (CD, ISBN 3-89813-326-5).
- 1961 : Paul Temple und der Fall Conrad, dirección de Eduard Hermann (CD, ISBN 3-89813-329-X).
- 1962 : Paul Temple und der Fall Margo, dirección de Eduard Hermann (CD, ISBN 3-89813-236-6).
- 1966 : Paul Temple und der Fall Genf, dirección de Otto Düben (CD, ISBN 3-89940-405-X).

Otra producción a partir de Francis Durbridge
- 1968 : La Boutique, dirección de Hans Hausmann

## Filmografía (selección)
- 1935 : Das Mädchen Johanna
- 1935 : Einer zuviel an Bord
- 1936 : Savoy-Hotel 217
- 1936 : Port Arthur
- 1936 : Unter heißem Himmel
- 1937 : Starke Herzen
- 1937 : Urlaub auf Ehrenwort
- 1937 : Ab Mitternacht
- 1938 : Geheimzeichen LB 17
- 1938 : Schwarzfahrt ins Glück
- 1938 : Nordlicht
- 1938 : Kautschuk
- 1939 : Der grüne Kaiser
- 1939 : 12 Minuten nach 12
- 1939 : Kongo-Expreß
- 1939 : Brand im Ozean
- 1940 : Die 3 Codonas
- 1940 : Achtung! Feind hört mit!
- 1940 : Das leichte Mädchen
- 1941 : Anschlag auf Baku
- 1941 : Mein Leben für Irland
- 1941 : Spähtrupp Hallgarten
- 1942 : Das große Spiel
- 1942 : Dr. Crippen an Bord
- 1942 : Wen die Götter lieben
- 1942 : Fronttheater
- 1943 : Zwischen Nacht und Morgen
- 1943 : Wenn der junge Wein blüht
- 1943 : Zirkus Renz
- 1944 : Sommernächte
- 1944 : Das Hochzeitshotel
- 1945 : Der stumme Gast
- 1945 : Wir beide liebten Katharina
- 1949 : Tromba
- 1949 : Nachtwache
- 1950 : Export in Blond
- 1951 : Torriani
- 1952 : Das letzte Rezept
- 1952 : Unter den tausend Laternen
- 1953 : Weg ohne Umkehr
- 1953 : Kuca na Obali
- 1953 : Sterne über Colombo
- 1954 : Die Gefangene des Maharadscha
- 1954 : Der Mann meines Lebens
- 1954 : Der letzte Sommer
- 1954 : Frühlingslied
- 1954 : Phantom des großen Zeltes
- 1955 : Special Delivery
- 1955 : Hotel Adlon
- 1956 : Ohne Dich wird es Nacht
- 1956 : Londra chiama Polo Nord
- 1957 : Königin Luise
- 1959 : El tigre de Esnapur
- 1959 : Das indische Grabmal
- 1960 : Die Friedhöfe (telefilm)
- 1961 : Schau heimwärts, Engel (telefilm)
- 1962 : Golden Boy
- 1962 : Ein verdienter Staatsmann (telefilm)
- 1962 : Der Gefangene (telefilm)
- 1963 : Das Kriminalmuseum (serie TV, episodio Nur ein Schuh)
- 1964 : Das Kriminalmuseum (episodio Der Schlüssel)
- 1964 : Umbruch (telefilm)
- 1964 : Die goldene Göttin vom Rio Beni
- 1964 : Der Hexer
- 1965 : Der Sündenbock (TV)
- 1965 : Neues vom Hexer
- 1965 : Die eigenen vier Wände (telefilm)
- 1966 : Angeklagt nach § 218
- 1970 : Ohrfeigen
- 1970 : Nicht nur zur Weihnachtszeit (telefilm)
- 1970 : Spiele der Macht – Auf den Abgrund zu (telefilm)
- 1971 : Klassenkampf (telefilm)
- 1971 : Die Auferstehung des Stefan Stefanow (telefilm)
- 1971 : Das Messer (miniserie)
- 1973 : Mein Onkel Benjamin (telefilm)
- 1974 : Eine geschiedene Frau (serie TV)
- 1974 : Der Kommissar (serie TV, episodio Die Nacht mit Lansky)
- 1975 : Trotzki in Coyoacan (telefilm)
- 1975 : Rest des Lebens – Die Herausforderung (telefilm)
- 1976 : Die Affäre Lerouge (miniserie)
- 1977 : Sonderdezernat K1 (serie TV, episodio MP 9 mm frei Haus)
- 1977 : Gefundenes Fressen
- 1977 : Ein Tisch zu viert (telefilm)
- 1977 : Morgen (telefilm)
- 1978 : Schwarz und weiß wie Tage und Nächte (telefilm)
- 1978 : Heidi (serie TV, 26 episodios)
- 1978 : Großstadt-Miniaturen – Geschichten zwischen Kiez und Ku'damm (telefilm)
- 1978 : Wo die Liebe hinfällt (telefilm)